# Чемпионат Африки по самбо 2020
Чемпионат Африки по самбо 2020 года первоначально предполагалось провести в городе Каир (Египет) 11-13 июня. Однако впоследствии стало известно, что чемпионат отменён из-за пандемии коронавируса. Чемпионат в Каире был проведён на следующий год.